# 논산시·계룡시·금산군
논산시·계룡시·금산군은 대한민국의 국회의원 선거구이다. 충청남도 논산시, 계룡시, 금산군 일대를 관할한다. 현 지역구 국회의원은 더불어민주당의 황명선이다.

## 역사
2003년 9월 19일을 기해 논산시 두마면이 계룡시로 분리되었다. 이에 제17대 국회의원 선거를 앞두고 논산시·금산군 선거구가 논산시·계룡시·금산군 선거구로 개편되면서 신설되었다.

## 관할 구역
| 대수  | 관할 구역                           |
| ----- | ----------------------------------- |
| 17대~ | 논산시 일원 계룡시 일원 금산군 일원 |

## 역대 국회의원
| 선거   | 정당 | 정당         | 의원   |
| ------ | ---- | ------------ | ------ |
| 2004년 |      | 자유민주연합 | 이인제 |
| 2008년 |      | 무소속       | 이인제 |
| 2012년 |      | 자유선진당   | 이인제 |
| 2016년 |      | 더불어민주당 | 김종민 |
| 2020년 |      | 더불어민주당 | 김종민 |
| 2024년 |      | 더불어민주당 | 황명선 |

## 역대 선거 결과

### 대한민국 제17대 국회의원 선거
|  | 44.85% |

|  | 39.45% |

|  | 10.67% |

|  | 2.65% |

|  | 2.35% |

### 대한민국 제18대 국회의원 선거
|  | 27.67% |

|  | 20.80% |

|  | 17.56% |

|  | 13.14% |

|  | 12.26% |

|  | 6.33% |

|  | 2.22% |

### 대한민국 제19대 국회의원 선거
|  | 42.36% |

|  | 39.85% |

|  | 17.78% |

### 대한민국 제20대 국회의원 선거
|  | 43.55% |

|  | 42.55% |

|  | 13.89% |

### 대한민국 제21대 국회의원 선거
|  | 51.01% |

|  | 46.34% |

|  | 1.54% |

|  | 1.10% |

### 대한민국 제22대 국회의원 선거
|  | 50.84% |

|  | 47.15% |

|  | 2.00% |

## 같이 보기
- 대한민국의 국회의원 선거구 목록